# Řikonín
Řikonín település Csehországban, a Brno-vidéki járásban. Řikonín Újezd u Tišnova, Žďárec, Kuřimská Nová Ves, Kuřimské Jestřabí és Lubné településekkel határos. Lakosainak száma 56 fő (2024. január 1.).

## Népesség
A település lakosságának változását az alábbi diagram mutatja:
| Lakosok száma | 111  | 91   | 75   | 63   | 43   | 35   | 42   | 46   | 52   | 56   |
|               | 1869 | 1900 | 1921 | 1961 | 1980 | 2011 | 2016 | 2019 | 2021 | 2024 |